# Cuélas
Cuélas (gaskognisch: Cuelàs) ist eine französische Gemeinde mit 125 Einwohnern (Stand 1. Januar 2022) im Département Gers in der Region Okzitanien (bis 2015 Midi-Pyrénées); sie gehört zum Arrondissement Mirande und zum Gemeindeverband Val de Gers. Die Bewohner nennen sich Cuélassiens/Cuélassiennes.

## Geografie
Cuélas liegt rund 19 Kilometer südsüdöstlich von Mirande und 35 Kilometer südwestlich von Auch ganz im Süden des Départements Gers an der Grenze zum Département Hautes-Pyrénées. Die Gemeinde besteht aus zahlreichen Streusiedlungen und Einzelgehöften.
Nachbargemeinden sind Saint-Ost im Norden, Ponsan-Soubiran im Osten, Guizerix (im Département Hautes-Pyrénées) im Süden, Duffort im Südwesten und Westen sowie Sainte-Aurence-Cazaux im Nordwesten.

## Bevölkerungsentwicklung
| Jahr                       | 1793 | 1851 | 1906 | 1962 | 1968 | 1975 | 1982 | 1990 | 1999 | 2006 | 2011 | 2016 |
| Einwohner                  | 264  | 408  | 260  | 150  | 152  | 137  | 126  | 120  | 106  | 104  | 108  | 124  |
| Quellen: Cassini und INSEE |      |      |      |      |      |      |      |      |      |      |      |      |